# كريستيانا مورغان
كريستينا دروموند مورغان (بالإنجليزية: Christiana Morgan)‏ (1897-1967)، محللة نفسية في جامعة هارفارد. اشتهرت لاشتراكها في تأليف اختبار الإدراك الموضعي وهو أحد اختبارات الإسقاط النفسي المستخدمة على نطاق واسع.

## حياتها
ولدت كريستينا مورغان في بوسطن ماساتشوستس في 6 تشرين الأول (أكتوبر) 1897. التحقت بمدرسة الأنسة وندسور للفتيات في بوسطن من 1908 حتى 1914، ثم التحقت بمدرسة داخلية في فارمينغتون. التقت بوليام مورغان وهو شاب جنّد للقتال في الحرب العالمية الأولى. بعد ذهاب وليام للحرب حصلت كريستينا على شهادة مساعد ممرضة بعد إنهاء برنامج تدريب في جمعية الشابات المسيحيات في مدينة نيويورك. وعملت كممرضة خلال جائحة إنفلونزا 1918.

## حياتها العملية
كانت كريستينا فنانة وكاتبة، وكاتب مفتونة بسايكولوجية الموت. أثناء عملها مع نادي الانبساط في مدينة نيويورك في عقد 1920، سافرت إلى زيوريخ للتشاور مع كارل يونغ. عندما قابل يونغ كريستينا اعتبر أنها تمثّل كمال الأنوثة، وعقد ندوة بعنوان «دراسات الرؤية» حلّل من خلالها العديد من رسومات وأحلام كريستينا. خلقت كريستينا رؤى أسطورية تؤرخ لصراعها مع قوى الذكورة والأنوثة في عالمها.
في جامعة هارفارد، لعبت كريستينا دوراً حيوياً في وضع اختبار الإدراك الموضعي، وهو وسيلة لاختيار الخيال لا زال مستخدماً حتى الآن. يعتبر هذا الاختبار الأكثر استخداماُ في الاختبارات النفسية الإسقاطية. في مراحل تطوير الاختبار الأولى، كان الاختبار يتكون من عرض مجموعة من الصور على المريض الذي يطلب منه تكوين قصة عن كل صورة، استخدمت العديد من رسومات كريستينا في الاختبار. كما أشير إلى أنها شاركت هنري موراي في تأليف أول كتبه عن الاختبار.

## وفاتها
توفيت كريستينا عن عمر 69 عاماً في خليج دينيس في سانت جون (جزر العذراء الأمريكية) في 14 آذار (مارس) 1967. حيث خضعت قبل ذلك لعملية جراحية في قطع الودي بسبب معاناتها من ضغط الدم المرتفع والإفراط في تناول الكحول لسنوات. عُثر على جثتها بالقرب من الشاطئ. ثمة شكوك بأنها قد انتحرت.